# Arkéo Junior
Arkéo Junior est un magazine créé en 1994. Il traite d'archéologie pour les enfants de 7 à 13 ans.
Il appartient aux éditions Faton et édite 11 numéros par an, tirés à plus de 30 000 exemplaires.
Depuis septembre 2015, il est renommé en Arkéo.